# تشارلز هيغام (عالم آثار)
تشارلز فرانكلين واندسفورد هيغام (مواليد 1939) عالم آثار نيوزيلندي بريطاني المولد اشتهر بعمله في جنوب شرق آسيا. من بين مساهماته البارزة في علم الآثار عمله (بما في ذلك العديد من الأفلام الوثائقية) حول حضارة أنغكور في كمبوديا، وعمله الحالي في شمال شرق تايلاند. وهو أستاذ فخري بجامعة أوتاغو في دنيدن.

## السنوات المبكرة والتعليم
تلقى هيغام تعليمه في مدرسة راينز بارك كاونتي النحوية في جنوب لندن. هناك طور اهتمامه بعلم الآثار بعد التطوع للتنقيب في موقع العصر البرونزي في سناي بارو وأرسي سور كيور في فرنسا. في عام 1957، عُرض عليه مكان في كلية سانت كاثرين بكامبريدج [الإنجليزية] لقراءة علم الآثار والأنثروبولوجيا. ومع ذلك، نظرًا لكونه صغيرًا جدًا على الخدمة الوطنية، فقد أمضى عامين في معهد علم الآثار بجامعة لندن [الإنجليزية]، متخصصًا في علم الآثار في المقاطعات الرومانية الغربية تحت قيادة شيبارد فرير [الإنجليزية]. وكان من بين أساتذته السير ماكس مالوان، زوج أجاثا كريستي، والسيدة كاثلين كينيون. خلال الفترة التي قضاها في المعهد، قام بالتنقيب في مدينة فيرولاميوم [الإنجليزية] الرومانية وموقع العصر الحديدي في كان دو شارلا (بالفرنسية: Camp du Charlat)‏في فرنسا. في عام 1959، ذهب إلى كامبريدج، ودرس العصر الحجري الحديث البرونزي والعصر الحديدي في أوروبا. وكان من بين معاصريه كولين رينفرو [الإنجليزية] وباري كانليف وبول ميلارز [الإنجليزية] والملكة مارغريت الثانية ملكة الدنمارك. حصل على المركزين الأول، وانتخب باحثًا في كليته في عام 1960، ولعب لجامعة كامبريدج ضد أكسفورد في مباريات الرغبي الجامعية في عامي 1961 و1962.
حصل على منحة حكومية في عام 1962، وشرع في بحث الدكتوراه في التاريخ الاقتصادي لسويسرا والدنمارك في عصور ما قبل التاريخ. في عام 1966 حصل على الدكتوراه. أثناء إجراء بحثه، لعب لعبة الرغبي في بيدفورد، المقاطعات الشرقية، وأصبح في قائمة التجارب في إنجلترا في عامي 1963 و1964. في عام 1964، تزوج من بولي اسكو. لديهم ولدان وبنتان. أحد أبنائه، توماس هيغام [الإنجليزية]، هو أيضًا عالم آثار.

## الحياة المهنية
بعد حصوله على الدكتوراه، قُبل هيغام محاضرًا في علم الآثار في جامعة أوتاغو، وفي ديسمبر 1966 انتقل إلى نيوزيلندا مع عائلته. في عام 1968، عُين أستاذًا أساسيًا للأنثروبولوجيا في جامعة أوتاجو. بعد زيارة لجامعة هاواي، تمت دعوته من قبل البروفيسور WG Solheim II لإجراء بحث في تايلاند، وفي عام 1969، بدأ عمله الميداني مع الحفريات في مقاطعتي Roi Et و Khon Kaen. انضم إلى تشيستر جورمان بين عامي 1972 و 1975 لأعمال التنقيب في بان تشيانغ، كهف وادي بانيان في مقاطعة بانغ مافا [الإنجليزية]، ثم نَقَّب في مواقع بان نا دي (1981-1982)، خوك فانوم دي (1984-1985)، نونغ نور (1989-1992)، بان لوم خاو (1995-1996)، نوين يو لوك (1999-2000)، بان نون وات [الإنجليزية] (2002-2007)،نون باك جاك (2011-17).
أظهر بحثه في مواقع العصر البرونزي بان نون وات أن العصر البرونزي الأولي في هذا الجزء من جنوب شرق آسيا بدأ في القرن الحادي عشر قبل الميلاد. أعاد مع ابنه، توماس، أستاذ العلوم الأثرية في جامعة أكسفورد، تأريخ موقع بان شيانغ، موضحًا أنه هناك أيضًا، على عكس ادعاءات جامعة بنسلفانيا، بدأ سبك البرونز أيضًا في القرن الحادي عشر قبل الميلاد. تتضمن أبحاثه الحالية أعمال التنقيب في موقع العصر الحديدي لنون بان جاك. هناك، حدد لأول مرة في تايلاند، منطقة واسعة تضم الحي السكني لمدينة العصر الحديدي، كاملة مع المنازل والممر ومنطقة أشغال الحديد والعديد من أفران الخزف. وبالتعاون مع العديد من زملائه، ربط فترة زيادة الجفاف ببداية ثورة زراعية حفزت ظهور الحالات المبكرة. في يوليو 2018، كان مؤلفًا مشاركًا لمنشور رائد عن الحمض النووي للإنسان البدائي في عصور ما قبل التاريخ من عدة مواقع في جنوب شرق آسيا. حددت النتيجة سلسلة من التحركات السكانية التي بدأت مع وصول الإنسان الحديث تشريحيا منذ أكثر من 50000 عام، وتشمل في وقت لاحق التوسع في زراعة الأرز في وادي اليانغتسي. وهو الآن يتابع ذلك، بالاشتراك مع زملائه في الدنمارك، بتحليل الحمض النووي الريبي من أحدث موقع نُقب عنه في نون بان جاك في شمال شرق تايلاند.

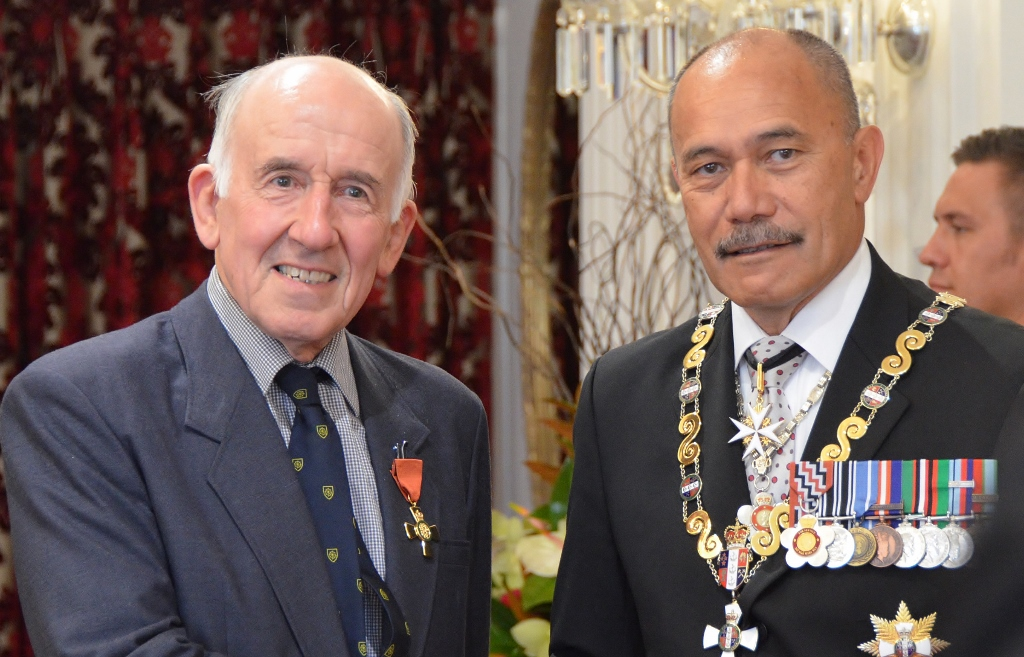
هيغام (يسار) في عام 2016، في منصبه ضابطًا من وسام الاستحقاق النيوزيلندي، من قبل الحاكم العام، السير جيري ماتباراي

تشارلز هيغام زميل مراسل في الأكاديمية البريطانية،  زميل فخري في كلية سانت كاثرين في كامبريدج، وزميل سابق في كلية سانت جون، كامبريدج، وزميل في الجمعية الملكية لنيوزيلندا [الإنجليزية].  في عام 2012، حصل على وسام جراهام كلارك [الإنجليزية] للبحوث المتميزة في علم الآثار من الأكاديمية البريطانية. حصل على ميدالية ميسون دوري من قبل الجمعية الملكية لنيوزيلندا في عام 2014، مشيرة إلى أنه عالم الاجتماع الأول في نيوزيلندا. في عام 2016 مع مرتبة الشرف للعام الجديد [الإنجليزية]، عُين هيغام ضابطًا في وسام الاستحقاق النيوزيلندي لخدمات علم الآثار.

## الروابط الخارجية
- الموقع الإلكتروني في جامعة أوتاجو